# Elecciones regionales de Pasco de 2002
Las elecciones regionales de Pasco de 2002 se llevaron a cabo el 17 de noviembre de 2002 para elegir al presidente regional, al vicepresidente regional y al Consejo Regional para el periodo 2003-2007. La elección se celebró simultáneamente con elecciones regionales y municipales (provinciales y distritales) en todo el Perú.
El movimiento independiente Concertación en la Región por la Descentralización, liderado por el expresidente del Consejo Transitorio de Administración Regional de Pasco Víctor Espinoza Soto, se impuso sobre todos los partidos políticos nacionales que postularon en la región por una amplia diferencia.

## Sistema electoral
El Gobierno Regional de Pasco es el órgano administrativo y de gobierno del departamento de Pasco. Está compuesto por el presidente regional, el vicepresidente regional y el Consejo Regional.
La votación del presidente, vicepresidente y consejo regional se realiza en base al sufragio universal, que comprende a todos los ciudadanos nacionales mayores de dieciocho años, empadronados y residentes en el departamento de Pasco y en pleno goce de sus derechos políticos.
El Consejo Regional de Pasco está compuesto por 7 consejeros elegidos por sufragio directo para un período de cuatro (4) años, en forma conjunta con la elección del presidente regional. La votación es por lista cerrada y bloqueada. Se asigna a la lista ganadora los escaños según el método d'Hondt o la mitad más uno, lo que más le favorezca.

## Partidos y candidatos
A continuación se muestra una lista de los principales partidos y alianzas electorales que participaron en las elecciones:
| Candidatura | Candidatura | Partidos y alianzas                                                       | Candidatos | Candidatos                 | Ideología                                       | Ref. |
| ----------- | ----------- | ------------------------------------------------------------------------- | ---------- | -------------------------- | ----------------------------------------------- | ---- |
|             | APRA        | Lista - Partido Aprista Peruano (APRA)                                    |            | Godofredo Ibarra Martel    | Aprismo                                         |      |
|             | PP          | Lista - Perú Posible (PP)                                                 |            | Amparo Ordóñez de Gonzales | Socioliberalismo Democracia liberal Tercera vía |      |
|             | SP          | Lista - Somos Perú (SP)                                                   |            | César Córdova Sinche       | Democracia cristiana Conservadurismo social     |      |
|             | P           | Lista - Primero Perú (P)                                                  |            | Eduardo Koch Müller        |                                                 |      |
|             | C           | Lista - Concertación en la Región por la Descentralización (Concertación) |            | Víctor Espinoza Soto       | Regionalismo pasqueño                           |      |

## Resultados

### Sumario general
|                        |                                                                   |              |              |              |            |            |
| Partidos y coaliciones | Partidos y coaliciones                                            | Voto popular | Voto popular | Voto popular | Consejeros | Consejeros |
| Partidos y coaliciones | Partidos y coaliciones                                            | Votos        | %            | ±pp          | Total      | +/−        |
|                        | Concertación en la Región por la Descentralización (Concertación) | 30,485       | 31.91        | n/a          | 5          | n/a        |
|                        | Perú Posible (PP)                                                 | 16,594       | 17.37        | n/a          | 1          | n/a        |
|                        | Partido Aprista Peruano (APRA)                                    | 16,484       | 17.25        | n/a          | 1          | n/a        |
|                        | Primero Perú (P)                                                  | 16,061       | 16.81        | n/a          | 0          | n/a        |
|                        | Somos Perú (SP)                                                   | 15,923       | 16.67        | n/a          | 0          | n/a        |
|                        |                                                                   |              |              |              |            |            |
| Total                  | Total                                                             | 95,547       |              |              | 7          | n/a        |
|                        |                                                                   |              |              |              |            |            |
| Votos válidos          | Votos válidos                                                     | 95,547       | 85.83        | n/a          |            |            |
| Votos en blanco        | Votos en blanco                                                   | 7,793        | 7.00         | n/a          |            |            |
| Votos nulos            | Votos nulos                                                       | 7,987        | 7.17         | n/a          |            |            |
| Votos emitidos         | Votos emitidos                                                    | 111,327      | 81.33        | n/a          |            |            |
| Abstenciones           | Abstenciones                                                      | 25,562       | 18.67        | n/a          |            |            |
| Votantes registrados   | Votantes registrados                                              | 136,889      |              |              |            |            |
|                        |                                                                   |              |              |              |            |            |
| Fuente:                |                                                                   |              |              |              |            |            |

### Autoridades electas
| Cargo                            | Autoridad electa | Autoridad electa            | Partido político | Partido político                                   |
| -------------------------------- | ---------------- | --------------------------- | ---------------- | -------------------------------------------------- |
| Presidente Regional de Pasco     |                  | Víctor Espinoza Soto        |                  | Concertación en la Región por la Descentralización |
| Vicepresidente Regional de Pasco |                  | Guillermo Olivera Matos     |                  | Concertación en la Región por la Descentralización |
| Consejera Regional de Pasco      |                  | Gloria Ramos Prudencio      |                  | Concertación en la Región por la Descentralización |
| Consejero Regional de Pasco      |                  | Paul Hurtado Schuler        |                  | Concertación en la Región por la Descentralización |
| Consejero Regional de Pasco      |                  | Edwin Rojas Jurado          |                  | Concertación en la Región por la Descentralización |
| Consejera Regional de Pasco      |                  | Olga Baldeón Quinto         |                  | Concertación en la Región por la Descentralización |
| Consejero Regional de Pasco      |                  | Genaro Crispin Shampachi    |                  | Concertación en la Región por la Descentralización |
| Consejero Regional de Pasco      |                  | Gavino Matamoros Villanueva |                  | Perú Posible                                       |
| Consejero Regional de Pasco      |                  | Alfredo Ramos Chávez        |                  | Partido Aprista Peruano                            |